# Vlei

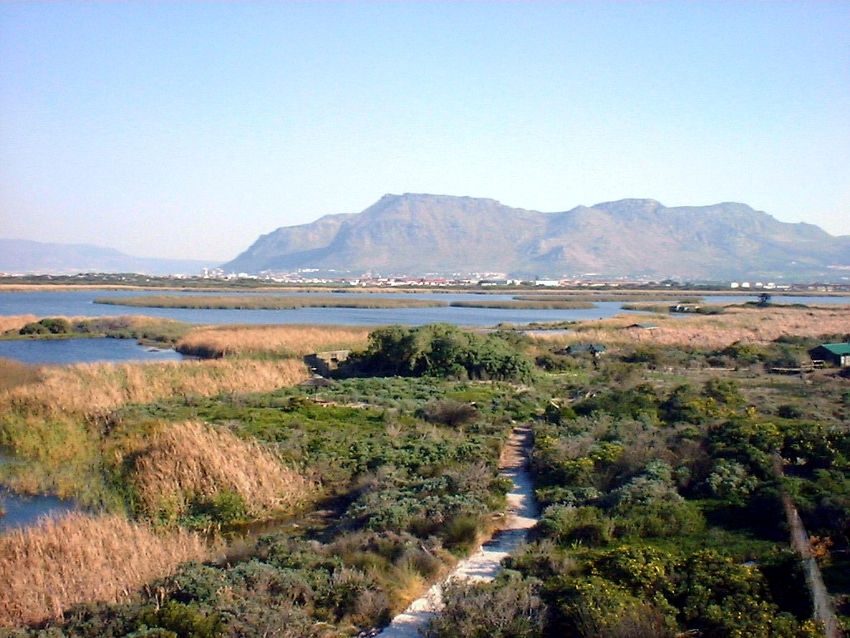
Rondevlei, prop de Ciutat del Cap

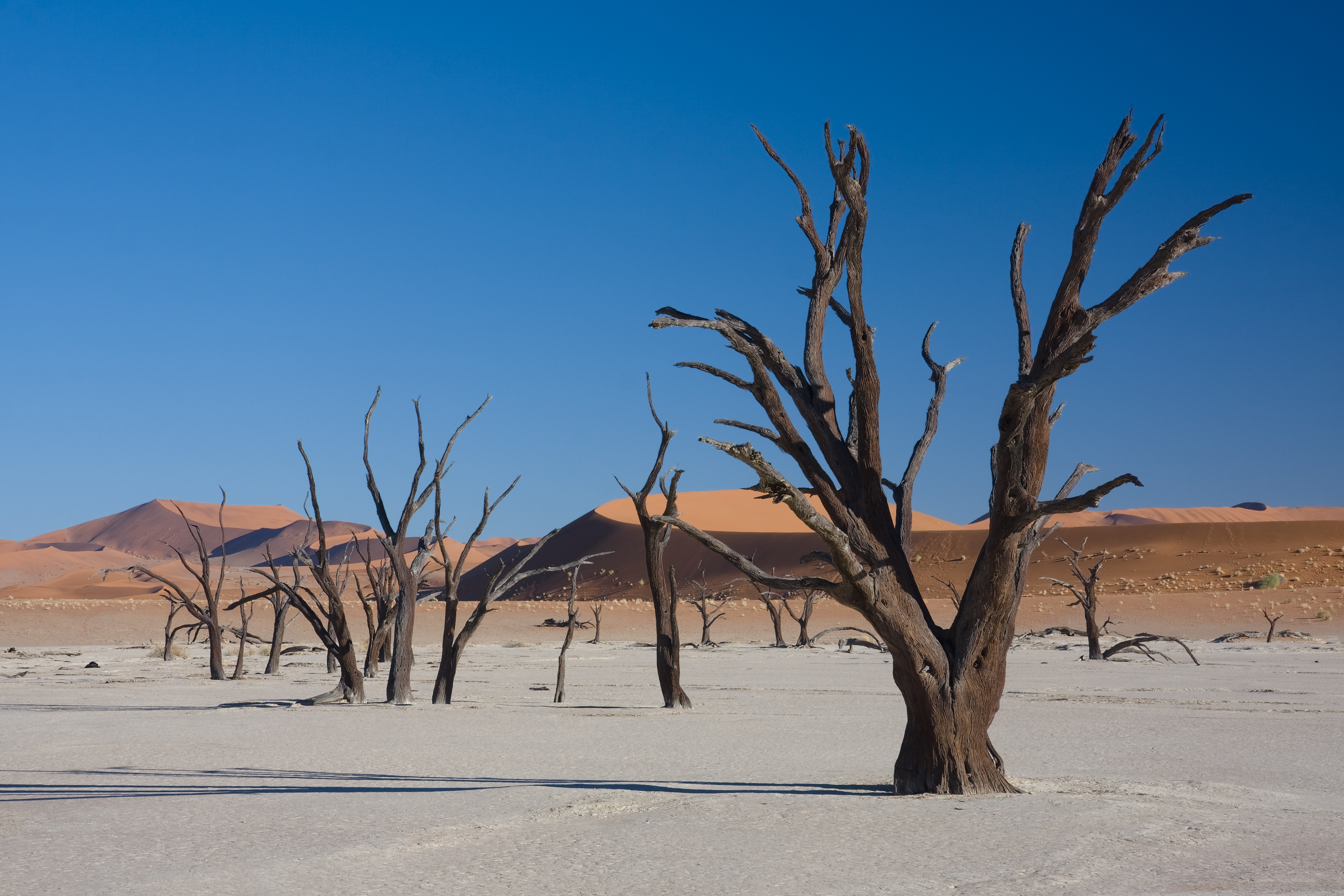
Dead Vlei assecat, Namíbia

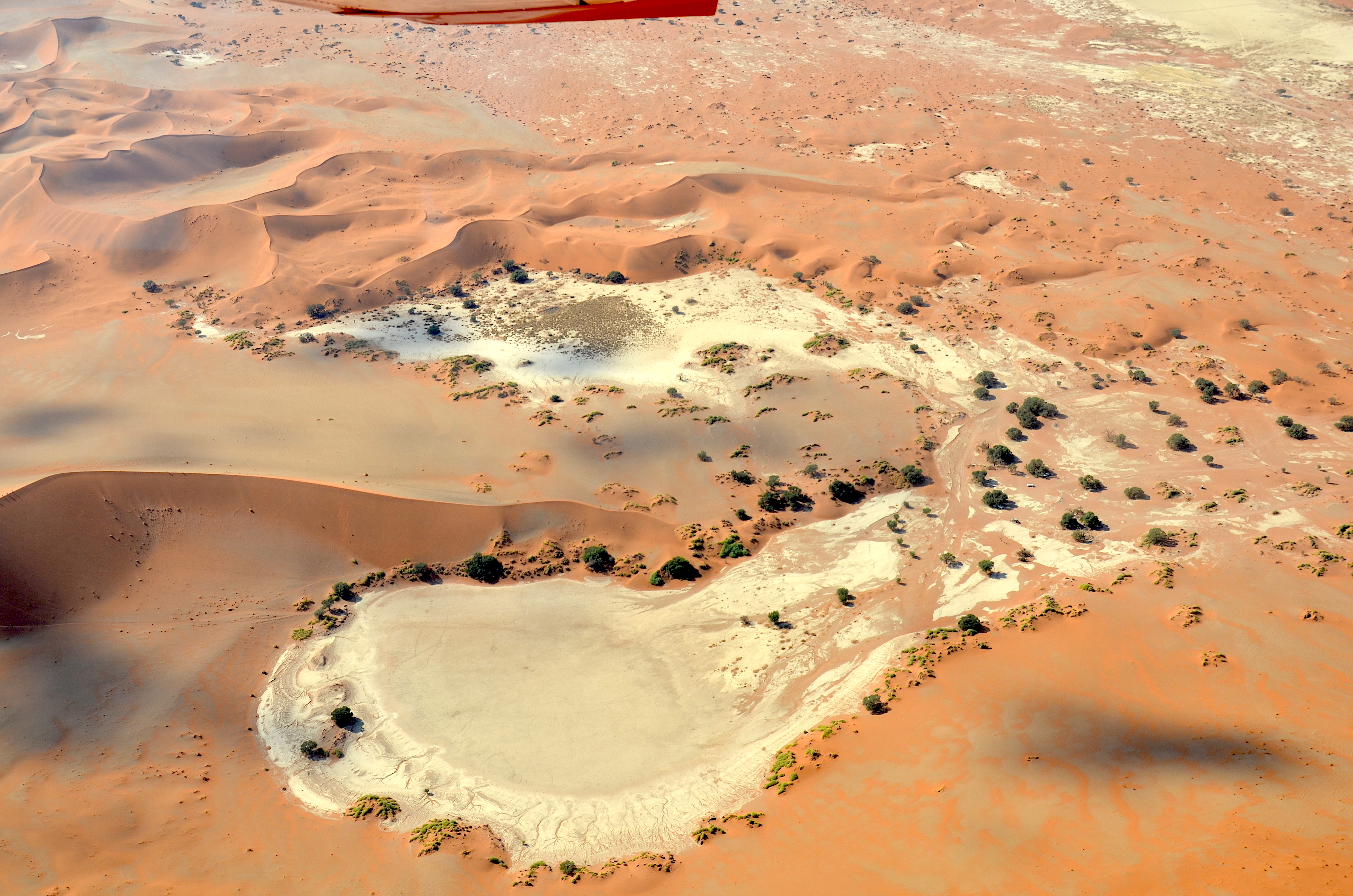
Vista aèria de Sossusvlei. La majoria de les vegades sense aigua

Un vlei / fleɪ / (pronunciació en afrikaans: [flɛi]) és un llac menor poc profund, majoritàriament de naturalesa estacional o intermitent. Fins i tot es podria referir a estanys estacionals o taques pantanoses on es reprodueixen granotes i habitants de pantans similars. Normalment, els vleis varien en la seva extensió, o fins i tot en presència o absència d’aigua, segons la pluja o la sequedat de la temporada. En termes de salinitat de l'aigua, els vleis poden ser d'aigua dolça, salada o salobre. Amb el pas del temps, un vlei pot degradar-se en una salina o argila, com el Dead Vlei o el Sossusvlei.

## Ecologia
Els vleis de diversos tipus poden tenir una importància ecològica local considerable, ja que alberguen moltes espècies endèmiques i migratòries.
La majoria dels vleis són massa petits per obtenir un reconeixement en forma de nom. Tanmateix, alguns vleis importants reben noms, per exemple Rondevlei i Zeekoevlei a la península del Cap, que són masses d'aigua permanents. De fet, a Rondevlei és la llar dels hipopòtams.

## Etimologia
La paraula vlei s'utilitza principalment a Sud-àfrica. És una paraula afrikaans que deriva de la paraula del neerlandès mitjà per a "vall" (valeye). No obstant això, en afrikaans, el seu significat es va convertir en el del llac poc profund. La paraula afrikaans i el neerlandès modern per a "vall" és vallei.
El topònim estatunidenc de vlaie està relacionat amb vlei, amb la mateixa derivació del neerlandès mitjà.